# Yong Li Ng
Yong Li Ng (* 6. Oktober 1985 in Manila, Philippinen) ist ein malaysischer Bahn- und Straßenradrennfahrer.
Yong Li Ng belegte beim Bahnrad-Weltcup 2004 in Manchester den zweiten Platz im Keirin. Seit 2009 startet er auf der Straße für verschiedene UCI Continental Teams. Seine besten Ergebnisse erzielte er im Einzelzeitfahren. In dieser Disziplin belegte er bei den Asiatischen Radsportmeisterschaften 2010 und 2011 jeweils Rang sechs und bei den nationalen Titelkämpfen 2012 und 2012 jeweils Rang vier.

## Teams
- 2005 Proton T-Bikes Cycling Team

- 2007 Vitória-ASC-RTL
- 2008 Meitan Hompo-GDR
- 2009 LeTua Cycling Team
- 2010 LeTua Cycling Team
- 2011 LeTua Cycling Team
- 2012 Azad University Cross Team
- 2013 RTS-Santic Racing Team (bis 26. Juni)
- 2013 Team Corbusier Sarawak (ab 27. Juni)
- 2014 Start-Trigon Cycling Team (bis 24. Juni)
- 2014 RTS-Santic Racing Team (von 25. Juni bis 31. Juli)